# Kredens

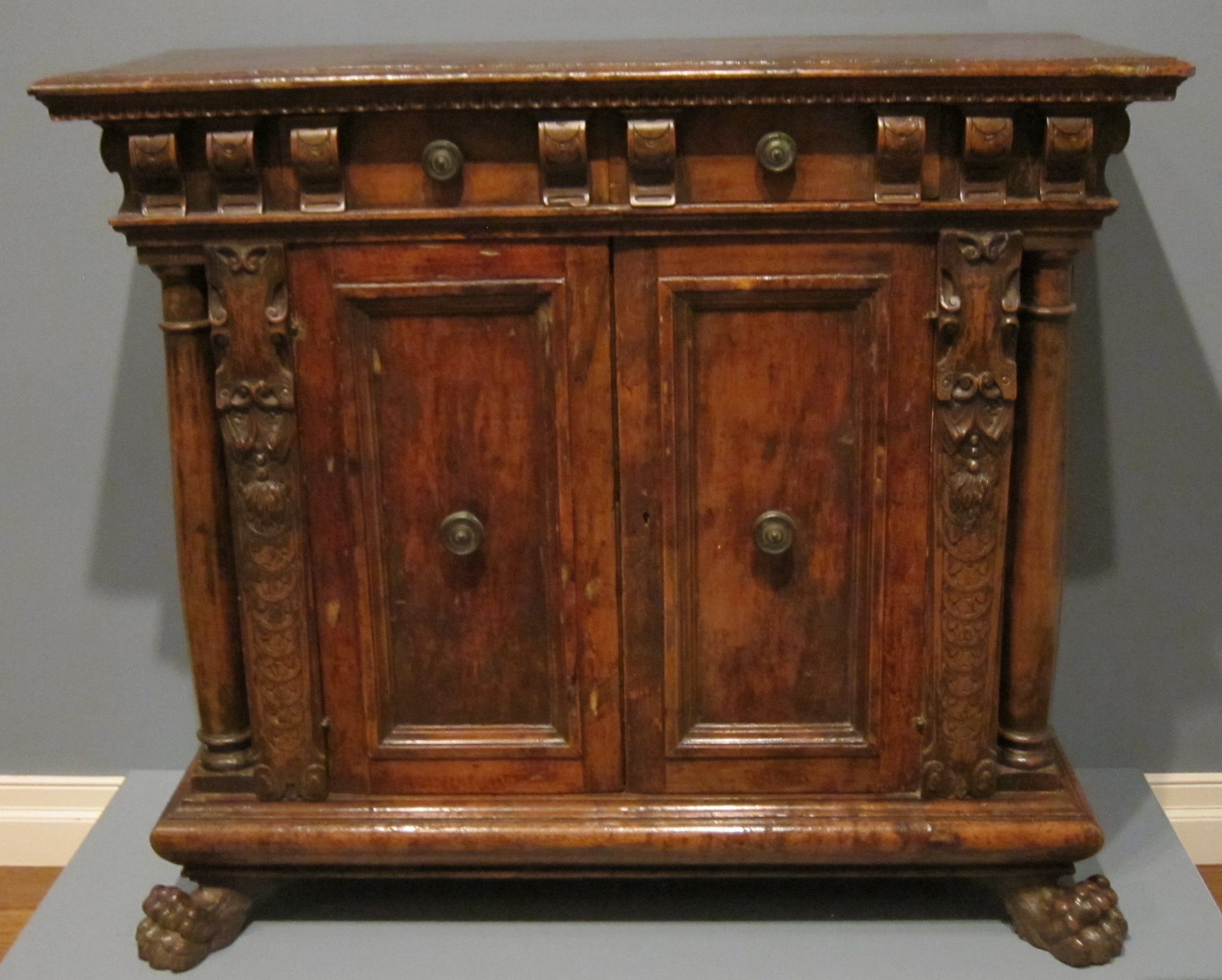
Włoski kredens renesansowy

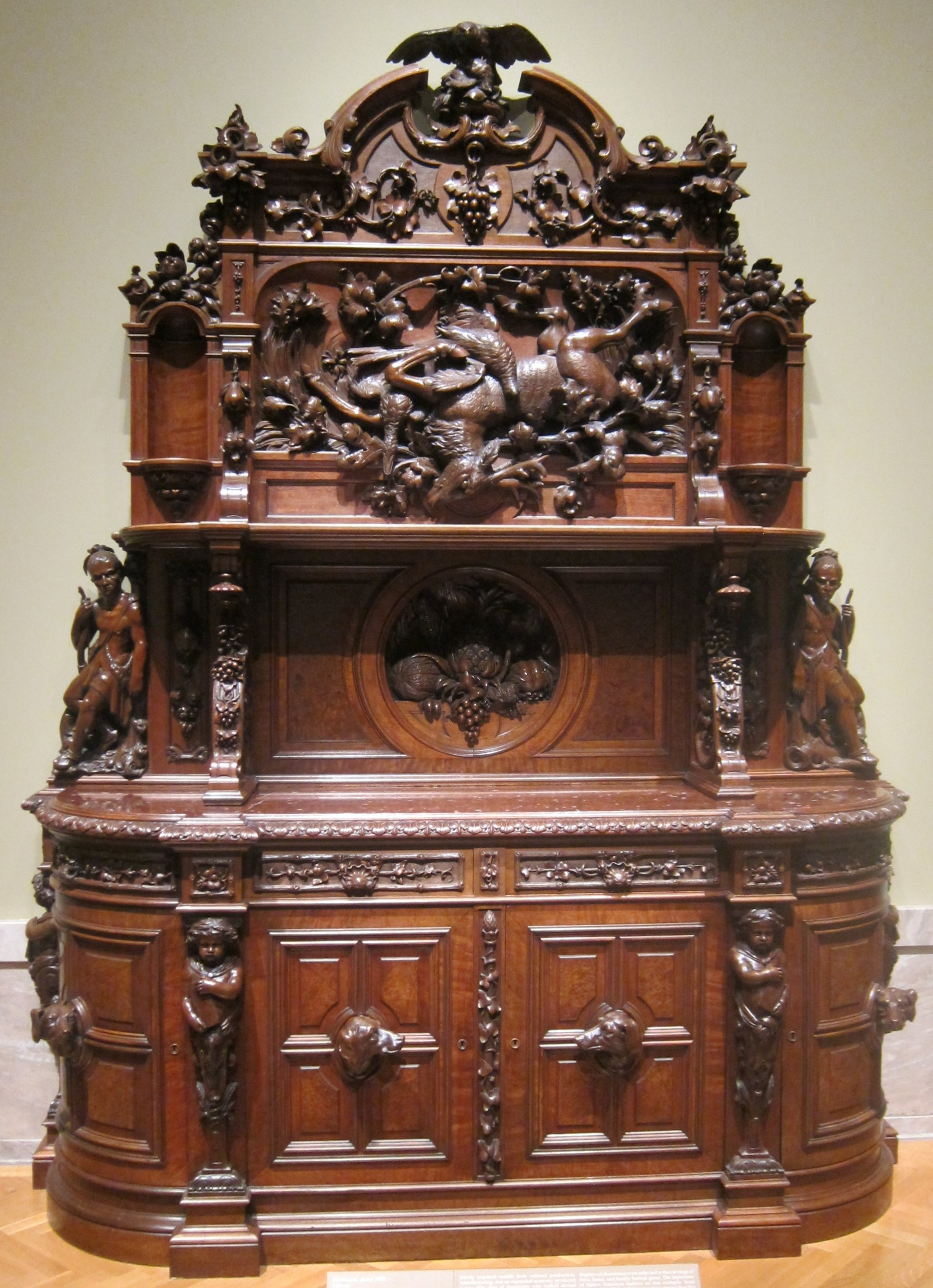
Zdobny bufet z połowy XIX w.

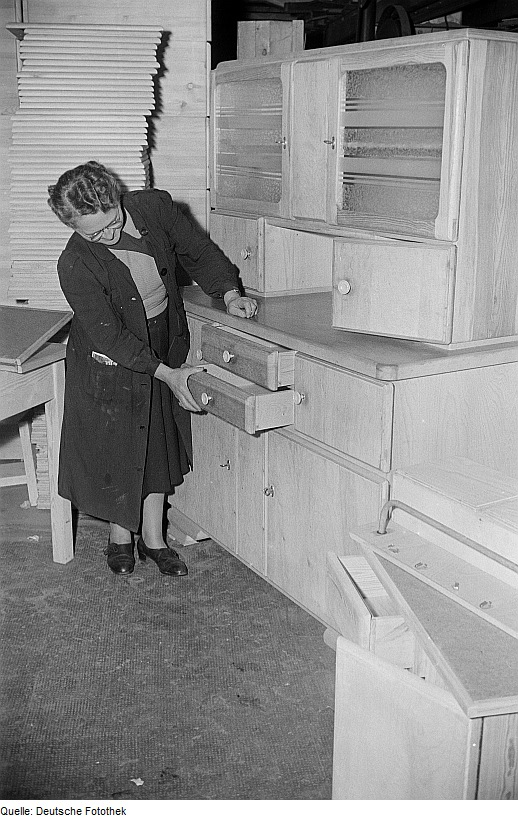
Typowy kredens domowy z lat 20-50. XX wieku

Kredens – mebel przeznaczony do przechowywania naczyń i innego wyposażenia stołowego; również osobne pomieszczenie przeznaczone do tego celu i dla osób usługujących przy stole. 
Znany już od początku XV wieku jako mebel skrzyniowy służący do przechowywania sprzętu stołowego. Trzymano w nim także zamknięte potrawy, sprawdzone jako nie zatrute – uwierzytelnione, z czym łączy się źródłosłów jego nazwy (łac. credo – wierzę). W formie okazalszej i zdobnej pojawił się w meblarstwie włoskim w szczytowym okresie renesansu (ok. 1500 r.) pod nazwą credenzone jako mebel pośredni pomiędzy skrzynią a szafą. Był niską, szeroko rozbudowaną szafką, zamykaną z przodu dwoma drzwiami (rzadsze okazy jedno- lub wielodrzwiowe), nad którymi znajdowały się także szuflady. Na wierzchu wystawiano przy szczególnych okazjach dzbany, misy puchary itp. bogate naczynia stołowe. Zazwyczaj zdobiony był dekoracją rzeźbiarską o motywach architektonicznych (fryzy, pilastry, cokół). W czasach późniejszych naśladowany i rozwijany w meblarstwie francuskim, gdzie powstały takie jego odmiany jak dressuar i bufet.
Umieszczony na wysokich nogach (słupkach) dressuar (fr. dressoir), podobny był w budowie do średniowiecznej gotyckiej szafy słupowej (niem. Stollenschrank), lecz już z odmiennym wystrojem renesansowym. Jego angielską odmianą w gotyku był cupboard. Dwukondygnacyjny, masywniejszy od niego bufet (fr. buffet) cechowały szerokie otwierane drzwi z dłuższego boku.   
Z biegiem czasu bryła mebla ulegała podwyższeniu i powiększeniu. W Polsce charakterystyczne były duże i bogato wysadzane kredensy, wyróżniające się też wśród mebli kolbuszowskich XVIII-XIX wieku. Natomiast dla angielskich XVIII-wiecznych kredensów klasycystycznych, zwanych side table, typowa była niewysoka i lekka, horyzontalna konstrukcja na cienkich nogach, przypominająca biurka.  
W zwykłym gospodarstwie domowym funkcję kredensu spełniał duży mebel służący zarówno do przechowywania zastawy i bielizny stołowej, jak i podręcznych produktów spożywczych wymagających składowania w suchej i niezbyt niskiej temperaturze (np. cukier, niektóre przyprawy, używki). W XIX w. upowszechnił się i ustalił dwukondygnacyjny typ kredensu z górną częścią (często przeszkloną) silnie cofniętą dla stworzenia na pewnej wysokości przestrzeni otwartej do stawiania naczyń.  
Ze względu na rozwiązania konstrukcyjne kredens jako mebel można podzielić na:
- Skrzynię zamykaną wiekiem lub drzwiczkami, umieszczoną na nogach.
- Skrzynię otwartą z półkami o kilku poziomach.
- Formę pośrednią – skrzynia częściowo zabudowana i zamykana dołem z nadstawą.
- Mebel złożony z dwóch ustawionych na sobie szafek, z których górna jest otwarta lub szklona, a dół zamknięty drzwiczkami.

W dawnych pałacach i dworach nazwano tak później pomieszczenie, najczęściej położone pomiędzy kuchnią a jadalnią, w którym przechowywano sztućce, zastawę i bieliznę stołową (obrusy, serwety itp.) oraz kończono przygotowywanie posiłków przed wniesieniem ich na salę (np. układanie na tacach, dekorowanie, rozlewanie trunków do kieliszków). Było to zarazem miejsce przebywania dla służby zajmującej się podawaniem do stołu; stąd też potoczne określenie panna kredensowa (chłopiec kredensowy), a także funkcja kredencerza – mającego ogólną pieczę nad kredensem i czuwającego nad nakrywaniem stołu, a w dawnych dworach polskich zwanego też srebrowym. 